# Ummo
«  Jean Pollion » redirige ici. Ne pas confondre avec Champollion.
«  Ummite » redirige ici. Ne pas confondre avec URMITE.
Ummo (dans la transcription espagnole « initiale »), ou Oummo (en prononciation française), est une prétendue planète qui se trouverait à environ 14,4 années-lumière de la Terre, suivant les « révélations » faites par l'intermédiaire de divers courriers dactylographiés et appels téléphoniques reçus à partir du milieu des années 1960, en grande majorité en Espagne mais également dans d'autres pays. Ces lettres auraient été écrites par des membres d'un groupe présent sur Terre depuis le 28 mars 1950, se présentant comme émissaires d'une civilisation extraterrestre, les « Ummites » (parfois appelés « Oummains »).
Soupçonné depuis longtemps d'avoir fabriqué les lettres ummites, José Luis Jordán Peña, se présentant comme l'initiateur de l'affaire, a reconnu en 1992 qu'il s'agissait d'une supercherie qu'il avait poursuivie pendant 25 ans.

## Historique
Les premières lettres recensées sont celles reçues en 1966 par Fernando Sesma Manzano, employé du télégraphe espagnol et animateur d’une association ésotérique espagnole, « les amis des visiteurs de l'espace », qui réunissait ses membres régulièrement dans un bar dénommé « La ballena alegre » (« la baleine joyeuse ») à Madrid, en Espagne. D'autres destinataires en recevront par la suite dans plusieurs pays, jusqu'en 2009 en France et 2014 en Espagne.
Le chercheur Jean-Pierre Petit a affirmé avoir décelé les signes d'une intelligence supérieure — extraterrestre — dans certains écrits ummites qu'il dit avoir reçus. Il affirme aussi que les sujets scientifiques abordés dans les lettres ummites sont totalement novateurs et l'ont directement inspiré dans ses recherches en cosmologie et en magnétohydrodynamique,,.
En 1992, José Luis Jordán Peña a déclaré être l'auteur des lettres, lesquelles auraient donc été un canular. Cependant, M. Peña a ensuite déclaré que ces aveux avaient été demandés par les Ummites, pour désinformer, la popularité de l'affaire commençant à « compromettre leurs activités de surveillance ». En 2010, dans une lettre à Ignacio Darnaúde, il met en avant cette fois l'intervention de deux agents de la CIA pour qui il aurait travaillé avant son AVC.

## La langue ummite
Sur la base des lettres, il est difficile de parler d’une langue ummite. Tout ce dont nous disposons, mis à part quelques phrases complètes, c’est d’un lexique, un ensemble de vocables dont l’immense majorité nous est donnée isolément. Antonio Ribera fait état de 403 mots ummites dans une compilation réalisée en 1978 et Jean Pollion, dans Ummo, de vrais extraterrestres (2002), répertorie plus d'un millier de mots considérant que chaque doublement de lettre dans un mot est signifiant.
Deux théories sont formulées par les analystes des lettres ummites :
- la première, défendue par Jean Pollion, considère que chaque lettre (son ou phonème) des mots transcrits sous forme dactylographiée est signifiante et il a appelé ces sons des « soncepts ». Il considère qu'il s'agit d'une langue « idéophonémique »[5] : « Par analogie avec les langues idéographiques, qui procèdent par assemblage d'idées correspondant à des signes écrits et prononçables, j'ai choisi d'attribuer à cette langue le caractère « idéophonémique ». J'ai dénombré à ce jour 17 phonèmes et un procédé « phonologique », ainsi que quelques règles « syntaxiques ». L'Ummite s'exprime par combinaisons associatives de ces phonèmes presque tous relationnels. »

- La seconde considère que les différences d'orthographes (en particulier le redoublement des lettres) sont peu significatives et qu'elles sont dues à des différences de compréhension de sons étrangers par le ou les dactylographes, ou aux difficultés de retranscription alphabétique. Ils considèrent que la langue est bien formée de mots-objets et non de « soncepts ».

Pour C. P. Kouropulos, « Parler de langue ummite est abusif : seul un saupoudrage de mots exotiques et quelques rares phrases simplissimes sont connus. On a bien un vocabulaire construit selon une logique… idéogrammatique, mais non une langue ! ». Pour Dominique Caudron, on peut « en conclure que les prétendus « ummites » ne maîtrisent pas la langue « ummite », dont ils semblent ignorer la grammaire ». Selon l'avis d'Aimé Michel dans l'ouvrage collectif Les Religions : origine et actualité, paru en 1972, « la langue supposée d'Ummo est de structure indo-européenne, ce qui va dans le sens du faux élaboré par des amateurs ».

## Wolf 424
Une erreur portant sur la distance entre la Terre et IUMMA (IOUMMA en transcription française, nom donné à l'étoile autour de laquelle orbiterait UMMO) est considérée par les sceptiques comme la preuve du faux. Une lettre (D41-1, probablement reçue le 14 janvier 1966) évalue la distance entre les foyers respectifs des systèmes stellaires à 3,685 02 al le 4 janvier 1955. Une autre lettre datée du 18 mars 1966 (D32) précise que l'étoile autour de laquelle graviterait UMMO est « peut-être » Wolf 424 (extrait : « Nous ne sommes pas sûrs qu'il s'agisse de la même étoile, même si les caractéristiques et la position enregistrées par quelques observatoires terrestres coïncident d'une manière surprenante avec nos propres données »). Or cette distance coïncide avec celle mesurée par l'observatoire Yerkes en 1938 (3,6 à 3,8 al) pour Wolf 424, bien qu'Yerkes ait rectifié à 14,4 al dès 1952.[réf. nécessaire].

## Identité des auteurs
Avant les aveux de supercherie faits par José Luis Jordán Peña en 1992, diverses hypothèses sur l'identité des auteurs avaient été émises : 
les Ummites ; les services d’espionnage ; une ou plusieurs sectes ; José Luis Jordán Peña en personne, qui aurait lancé le phénomène, avant d'être imité par la suite par d'autres auteurs qui gardent l'anonymat. 
Le consensus, parmi les auteurs sceptiques, est que les lettres sont des contrefaçons plus ou moins élaborées, que José Luis Jordán Peña est à l'origine des premières lettres et que les faussaires ultérieurs se sont basés sur celles-ci comme modèle afin d'étendre le mythe.

## Aveux de supercherie de José Luis Jordán Peña
Soupçonné depuis longtemps d'avoir fabriqué les lettres ummites, José Luis Jordán Peña, se présentant comme l'initiateur de l'affaire, a reconnu en 1992 qu'il s'agissait d'une supercherie qu'il avait poursuivie pendant 25 ans. En 1992, il expose aux policiers les détails de la fraude qu'il avait menée à bien pendant 25 ans. Au moyen d'un phonosymbolisme (le terme espagnol humo veut dire « fumée »), il voulait suggérer la fausseté de son contenu : 
« UMMO » évoque la fumée. J'ai choisi au hasard l'étoile Wolf 424. Puisque mon objectif réel n'était pas de développer un monde extraplanétaire crédible. […] Je me souviens que je rédigeais les rapports les samedis et dimanches après-midi, et je profitais de mes voyages en France, en Angleterre, Mozambique, etc., ou ceux d'amis, pour envoyer depuis là-bas les lettres. […] Nous utilisons la maquette accrochée à un fil de nylon très mince. Je me rappelle que nous utilisons une vitesse très rapide 1/1000 pour que la soucoupe et le fond de la photo sortent plus ou moins à la même focalisation, et que la soucoupe paraisse plus grande. Le plus incroyable, c'est que j'en suis arrivé à interviewer des gens qui disaient avoir vu la soucoupe, mais qui n'étaient pas payés par moi. […] J'ai commencé à m'indigner en voyant que la secte Edelweiss marquait au fer rouge des enfants innocents avec mon symbole. Et j'ai ensuite reçu une invitation anonyme de Cuba, pour assister à je ne sais quelle réunion ummite chez Farriols, donc j'ai décidé de cesser l'expérience qui avait duré 25 années. […] Je me repens d'avoir créé une expérience, que je considère immorale, qui s'est retournée contre moi. »
Dix huit ans plus tard, dans une lettre adressée à Ignacio Darnaude et postée le 5 novembre 2010, José Luis Jordán Peña apporte de nouveaux éclaircissements sur l'affaire. Celle-ci serait bien son œuvre, mais non en totalité : des plaisantins imitant son style sont les auteurs de certains écrits et lettres. Il précise aussi que des collaborateurs (par exemple Vicente Ortuno, Norman West, John Child, M. Carrascosa, Alberto Borras, T. Pastrami, Sean O’Connelly, Iker J.) envoyaient des lettres de lieux éloignés et qu'il a créé le personnage fictif de John Axee pour mieux diffuser ses connaissances. Il rapporte avoir été contacté au départ par deux docteurs américains (il affirmait auparavant qu'il s'agissait d'agents de la CIA travaillant pour un organisme étranger qui lui ont proposé, moyennant salaire, de réaliser une expérience sociologique dans l'intérêt de la culture occidentale, ce qu'il avait accepté).